# 7 Gold Calabria
7 Gold Calabria è stata un'emittente a carattere regionale, il ripetitore della syndication italiana 7 Gold in Calabria.

## Storia
Canale 9 Calabria nasce nel 2000 per iniziativa dell'editore Rodolfo Biafore. Quest'ultimo nel 2007 vende il 50% delle quote a 7 Gold, rimanendo in possesso del restante 50%, da quel momento l'emittente ha assunto la nuova denominazione di 7 Gold Calabria.  Dal 2013 al 2 luglio 2025 7 Gold Calabria si era dedicato alla sola attività di operatore di rete, dopo aver eliminato i suoi contenuti autoprodotti, limitandosi a ripetere in Calabria la versione pugliese del circuito nazionale.